# 埃尔斯弗莱特
埃尔斯弗莱特（德語：Elsfleth，發音：[ˈɛlsˌfleːt] ⓘ）是德国下萨克森州威悉马施县的城市，面积115.19平方千米，2023年12月31日人口为9,187人。